# Independence (Schiff, 1943)
Die USS Independence (CVL-22) (ursprünglich CV-22) war ein leichter Flugzeugträger und Typschiff ihrer Klasse, aus umgebauten Kreuzerrümpfen der Cleveland-Klasse. Es war das vierte Schiff mit diesem Namen in der United States Navy. Das Schiff versah seinen Dienst auf dem pazifischen Kriegsschauplatz des Zweiten Weltkrieges und legte bis zur Außerdienststellung eine Entfernung von ca. 199.000 Seemeilen (~ 368.550 km) zurück. Auf der Independence stationierte Kampfflugzeuge schossen während des Krieges 101 japanische Flugzeuge ab und konnten neben neun Handelsschiffen auch (gemeinsam mit Flugzeugen anderer Flugzeugträger) die Versenkung des Leichten Kreuzers Ōyodo verzeichnen. Beschädigungen der Schlachtschiffe Nagato und Haruna, des schweren Kreuzers Tone und des Flugzeugträgers Ryūhō gingen ebenfalls auf das Konto der Independence.

## Technik
Mehr zur Technik findet sich im Artikel zur Klasse unter Independence-Klasse
Die Independence war circa 190 Meter lang und über 33 Meter breit und hatte mit einer Einsatzverdrängung von 13.000 tn.l. einen Tiefgang von knapp acht Meter. Ihr Schiffsrumpf basierte auf den der Cleveland-Klasse-Kreuzer und musste aufgrund der massiveren Aufbauten verbreitert werden, wodurch man hoffte die Topplastigkeit erheblich zu vermindern. Trotz aller konstruktiven Maßnahmen konnte diese nie völlig kompensiert werden.
Obwohl sie als Independence-Klasse-Träger nur ein wenig größer als die Geleitflugzeugträger war, unterschied sie sich hauptsächlich durch ihren starken Antrieb von diesen, wodurch ihr Einsatzspektrum dem der großen Flottenflugzeugträger glich. Die von den Kreuzern übernommene 73,5 MW starke Maschinenanlage trieb vier Propeller an und brachte das Schiff auf eine Höchstgeschwindigkeit von 31,6 Knoten.
Das zur damaligen Zeit übliche rechteckförmige Flugdeck war circa 174 Meter lang und 22,3 Meter breit und hatte zwei Decksaufzüge, sowie ein Katapult. Die Insel musste aus Stabilitätsgründen klein gehalten werden, wodurch auf einen einzelnen, integrierten Schornstein verzichtet und stattdessen vier kleinere separat angebracht wurden. So beherbergte dieser markante Aufbau lediglich die Kommandobrücke, während sich die Operationszentrale unterhalb des Flugdecks befand. Das Bordgeschwader bestand während ihrer aktiven Dienstzeit hauptsächlich aus zwei Dutzend F6F Hellcat-Jagdflugzeugen und aus neun Torpedobombern vom Typ Grumman Avenger.
Im Laufe des Krieges wurden die Langwellen-Radare SK und SC-2 sowie das SG-Mikrowellen-Radar auf dem Schiff installiert. Montiert auf der Insel und auf einem zusätzlichen Mast zwischen zwei der Schornsteine, ermöglichten diese Geräte Frühwarnungen auf bis zu 180 km Entfernung. Independences Defensivbewaffnung bestand während ihrer Indienststellung aus zwei jeweils an Bug und Heck montierten 12,7-cm-L/38-Mehrzweckgeschützen, 18 40-mm-L/60- und vier 20-mm-L/70-Maschinenkanonen. Die Mehrzweckgeschütze wurden bereits nach zwei Monaten entfernt, da sie für den Einsatzzweck unzureichend waren. So bestand die Luftabwehrbewaffnung aus 40-mm- und 20-mm-Flugabwehrgeschützen deren Anzahl während des Krieges ständig variierte. Im Jahr 1944 wurden die an Rumpf und Heck installierte 40-mm-Vierlingsflak mit der Feuerleitanlage Mk 51 nachgerüstet, die anfliegende Flugzeuge bis auf über 3,5 km Entfernung anvisieren und somit effektiver bekämpfen konnte.

## Einsatz

### Bau und Indienststellung
Ursprünglich wurde das Schiff als leichter Kreuzer Amsterdam (CL-59) im Juni 1940 in Auftrag gegeben und am 1. Mai 1941 bei der New York Shipbuilding Corporation in Camden, US-Bundesstaat New Jersey, auf Kiel gelegt. Nach dem japanischen Überfall auf Pearl Harbor und den dadurch folgenden Eintritt der Vereinigten Staaten in den Zweiten Weltkrieg bestand ein Mangel an Flugzeugträgern in der US-Marine. Dadurch wurde im Januar 1942 ein schon vor dem Krieg ausgearbeiteter Plan in die Tat umgesetzt, nach dem vorhandene Kreuzerrümpfe zu Flugzeugträgern umgebaut werden sollten. Am 10. Januar 1942 wurde der fertige Rumpf der Amsterdam auserkoren, um zum Träger konvertiert zu werden.
Nach Monaten des intensiven Umbaus konnte das Schiff am 22. August durch Mrs. Rawleigh Warner als Independence (Registrierungsnummer CV-22) getauft und vom Stapel gelassen werden. Mit Abschluss der letzten Baumaßnahmen wurde es zum Philadelphia Naval Shipyard überstellt und dort nach weiteren Umrüstungen am 14. Januar 1943 als erster Träger der Independence-Klasse in den aktiven Dienst bestellt.

### Feuertaufe

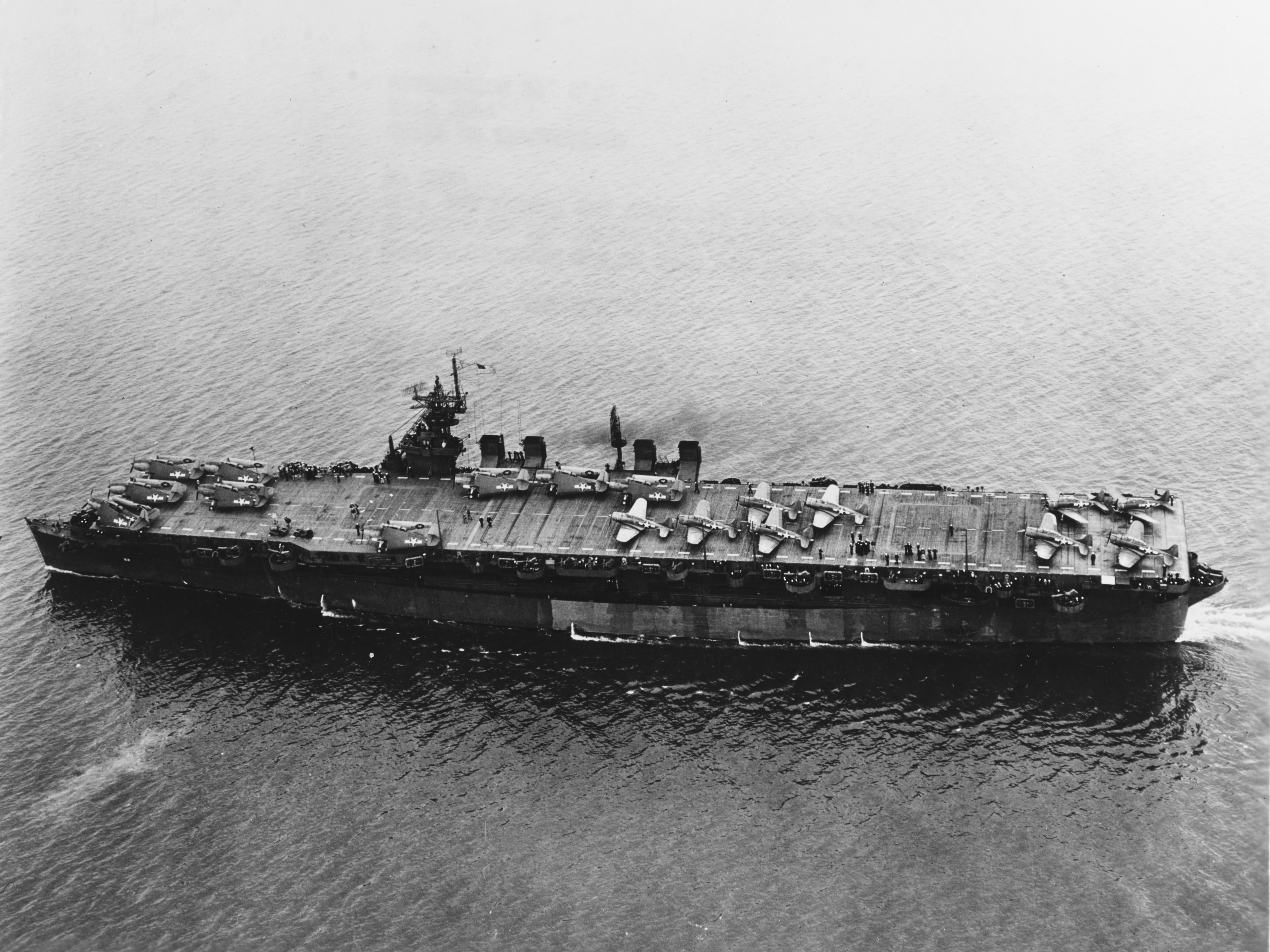
In der Bucht von San Francisco am 15. Juli 1943. Auf dem Flugdeck sind neun Dauntless-Aufklärungs-/Sturzkampfflugzeuge (Bug) und neun Avenger-Torpedoflugzeuge (Heck) zu sehen.

Nach Abschluss der letzten Erprobungs- und Trainingsfahrten in der Karibik, verlegte die Independence via Panamakanal in den Pazifischen Ozean, wo sie am 3. Juli in San Francisco eintraf. Am 14. des Monats wurde sie nach Pearl Harbor verlegt und wie ihre bereits diensttuenden Schwesterschiffe Princeton, Belleau Wood, Cowpens und Monterey tags darauf zum leichten Flugzeugträger (Kennung CVL) umregistriert. Nach Beendigung einer neuerlichen zweiwöchigen Trainingsfahrt wurde die Independence zu ihrem ersten Kampfeinsatz in Konteradmiral Pownalls Task Force 15 der US-Pazifikflotte beordert. Anfang September führten Kampfflugzeuge der Independence, gemeinsam mit denen der neuen Flottenflugzeugträgern Essex (CV-9) und Yorktown (CV-10), einen zweitägigen Luftschlag gegen Marcus-Island, bei dem 70 % der japanischen Anlagen zerstört wurden. Am 5. und 6. Oktober folgten Luftangriffe auf Wake und die Rückkehr nach Hawaii. Am 21. Oktober fuhr die Independence nach Espiritu Santo, wo sie sich mit einem anderen Trägerverband traf und am 11. November den japanischen Marinestützpunkt in Rabaul attackierte. Bei dem darauffolgenden japanischen Gegenangriff konnten die Bordschützen der Independence ihre ersten sechs Abschüsse feindlicher Kampfflugzeuge verbuchen. Nach Bunkerung von Treibstoff, Munition und Proviant fuhr das Schiff zu den Gilbertinseln, um an der dort kurz darauf stattfindenden Operation Galvanic teilzunehmen.
Ab dem 18. November 1943 flogen ihre Trägerflugzeuge Angriffe gegen japanische Positionen auf dem Tarawa-Atoll. Am 20. November erschienen gegen 17:58 Uhr 15 feindliche „Betty“-Torpedobomber. Trotz dichten Luftabwehrfeuers, bei dem sieben Bomber abgeschossen werden konnten, gelang es den Japanern, das Schiff mit einem Torpedo an der Steuerbord-Seite zu treffen. Neben einem massiven Wassereinbruch wurden drei der vier Propellerwellen zerstört, wodurch die Fahrgeschwindigkeit auf langsame vier Knoten fiel. Schwer beschädigt gelangte der Flugzeugträger drei Tage später nach Funafuti, wo notwendige Behelfsreparaturen durchgeführt werden konnten, um die Überfahrt zur Werft nach San Francisco zu ermöglichen, wo er am 2. Januar 1944 eintraf.

### Task Force 38
Nach 24 Wochen Aufenthalt im Trockendock, bei dem neben den Reparaturen der Antriebsanlage auch Modernisierungsmaßnahmen, wie die Installierung eines zweiten Flugzeugkatapultes, durchgeführt wurden, traf die Independence am 3. Juli in Pearl Harbor ein. Die kommenden Wochen trainierte die Schiffsbesatzung gemeinsam mit der Carrier Air Group 41 (Night) CVG-41(N), dem ersten Nacht-Flugzeuggeschwader der US Marine, den Kampfeinsatz bei Nacht. Weitere Manöver wurden gegen Ende August auf Eniwetok durchgeführt, das erst sechs Monate zuvor im Rahmen von Operation Catchpole erobert wurde.
Die Independence wurde Rear Admiral Bogan's Task Group 38.2 unterstellt, die am 29. August Eniwetok in Richtung Palauinseln verließ. Dieser Flotteneinheit gehörten u. a. auch die Flottenflugzeugträger Bunker Hill (CV-17), Intrepid (CV-11), Hancock (CV-19), das Schwesterschiff Cabot (CVL-28), die Schlachtschiffe Iowa (BB-61) und New Jersey (BB-62), sowie die Kreuzer San Diego (CL-53) und Vincennes (CL-64) an. Deren Kampfflugzeuge flogen im Monat September Luftangriffe gegen japanische Positionen u. a. auf den Inseln Peleliu und Angaur, sowie auf den Philippinen. Während dieser Zeit flog die CVG-41(N) der Independence nächtliche Combat air patrol-Einsätze, die jedoch aufgrund des Erfolges beendet werden konnten. Nach Treibstoff-, Munitions- und Proviantergänzungen auf dem Karolinen-Atoll Ulithi Anfang Oktober fuhr die Flotte nach Okinawa, Formosa und Luzon, um dort feindliche Ziele anzugreifen. Gegen Monatsende sammelte sich die TG 38.2 östlich der Philippinen-Insel Leyte um die dortige Invasion zu unterstützen. Am 24. Oktober sichteten Aufklärungsflugzeuge eine japanische Flotte unter Admiral Kurita in der Sibuyan-See. Noch am selben Tag gelang die Versenkung des japanischen Schlachtschiffes Musashi, bei der auch Trägerflugzeuge der Independence beteiligt waren.
Am selben Abend verlegte Admiral Halsey alle schweren Einheiten seiner 3. US-Flotte aus dem Golf von Leyte, um einer von Norden heranrückenden japanischen Träger- und Schlachtschiffflotte unter Admiral Ozawa entgegenzuwirken. Die Independence leistete mit ihren nachttauglichen Kampfflugzeugen einen erheblichen Beitrag an der Versenkung von vier feindlichen Flugzeugträgern. Die dreitägige Schlacht um den Golf von Leyte war die letzte Seeschlacht zwischen Flugzeugträgern in diesem Krieg und endete mit einem hart errungenen Sieg für die Alliierten.
Die Independence kehrte am 9. November für eine verdiente und allzu oft verschobene Pause nach Ulithi zurück. Doch diese weilte nur bis zum 14. des Monats, da ihre Trägerflugzeuge für Nachteinsätze über den umkämpften Philippinen gebraucht wurden. Anfang Januar 1945 unterstützte das Schiff die Landungen auf der Hauptinsel Luzon im Golf von Lingayén und beteiligte sich an Luftangriffe auf Formosa sowie auf strategische Ziele auf dem von Japan besetzten chinesischen Festland und Französisch-Indochina (u. a. Cam Ranh Bay). Nach Abschluss dieser Einsätze kehrte die Independence aus dem südchinesischen Meer am 30. Januar nach Pearl Harbor zurück, was auch das Einsatzende von CVG-41(N) bedeutete.
Nach einem Werftaufenthalt traf der leichte Flugzeugträger am 13. März wieder im Ulithi-Atoll ein. Gegen Monatsende flogen ihre Trägerflugzeuge Angriffe gegen feindlichen Stellungen auf der Ryūkyū-Insel Okinawa und unterstützte die am 1. April beginnende Operation Iceberg, die Invasion dieser Insel. Die Independence verblieb bis zum 10. Juni in dieser Gegend und konnte den Abschuss mehrerer Kamikaze-Flugzeuge erzielen, welche die US-Flotte ständig attackierten.
Nach Vorratsaufstockungen in Leyte beteiligte sich die Independence an Luftangriffen auf die japanischen Hauptinseln. Nach dem am 15. August erfolgten Waffenstillstand flogen die Trägerflugzeuge täglich Patrouillen, um u. a. auch Kriegsgefangenenlager auszumachen und zu kartografieren, und sicherten ab dem 28. August die Landungen US-amerikanischer Soldaten in der Sagami-Bucht vor Tokio.

### Nachkriegszeit

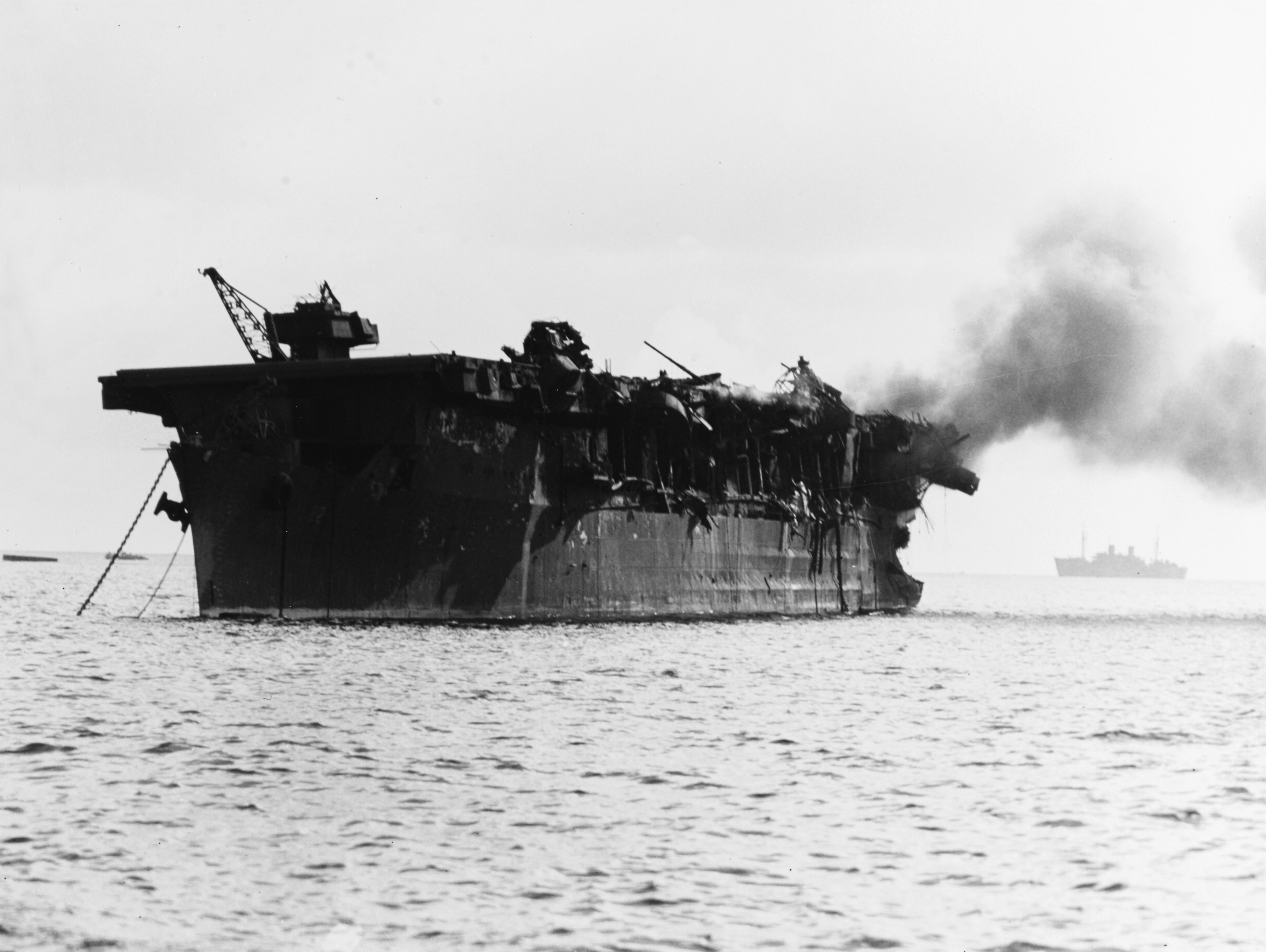
Independence nach dem Able-Atombombentest während der Operation Crossroads am 1. Juli 1946.

Am 22. September verließ die Independence Tokio und erreichte via Saipan und Guam am 31. Oktober San Francisco. Dort wurde das Schiff für die bevorstehenden Magic Carpet-Fahrten umgerüstet und transportierte ab dem 15. November US-Soldaten von den ehemaligen Kriegsschauplätzen im Pazifik zurück in die Vereinigten Staaten. Nach Abschluss der Transportfahrten am 28. Januar 1946 wurde der leichte Flugzeugträger schließlich als Testobjekt für die bevorstehenden Atombombentests auf dem Bikini-Atoll auserwählt.
Dem am 1. Juli stattfindenden Able-Test von Operation Crossroads, bei dem eine Atombombe mit einer Sprengkraft von 23 Kilotonnen TNT (entsprach der Nagasaki-Bombe) 158 m über dem Meeresspiegel detonierte, überstand die menschenleere Independence, obwohl sie nur eine halbe Meile vom Explosionszentrum entfernt ankerte. Der darauffolgende Baker-Test (25. Juli), bei dem eine Atombombe gleicher Sprengkraft in einer Tiefe von 27 m explodierte, konnte dem leichten Flugzeugträger auch nichts anhaben. Bei diesem Test sanken u. a. der Flugzeugträger Saratoga (CV-3) und das Schlachtschiff Arkansas (BB-33). Das hochgradig radioaktiv kontaminierte Schiff wurde für Untersuchungen nach Kwajalein geschleppt, wo es am 28. August aus dem aktiven Dienst gestellt wurde. Nach weiteren Untersuchungen in Pearl Harbor und San Francisco wurde das Typschiff der Independence-Klasse als Zielschiff bei den 32 km westlich von San Francisco liegenden Farallon-Inseln versenkt.
Nach einem 1980 von der United States Environmental Protection Agency veröffentlichten Bericht wurden zwischen 1946 und 1970 47.500 Container und Stahlfässer mit radioaktivem Abfall in der Umgebung der Farallon-Inseln versenkt, welche die Fischerei und das seit 1969 bestehende Farallon National Wildlife and Wilderness Refuge mit ca. 14.500 Ci belasten. Die Independence soll vor ihrer Versenkung mit radioaktiv kontaminierten Abfällen des Naval Radiological Defense Laboratory beladen worden sein. Dieses in San Francisco beheimatete Laboratorium wurde seinerzeit mit der Dekontamination während der Atombombentests verseuchter Schiffe beauftragt.
2015 führe die National Oceanic and Atmospheric Administration Untersuchungen am Wrack der USS Independence durch.

## Auszeichnungen der USS Independence
Die Auszeichnungen des Schiffes umfassen die
- American Campaign Medal
- Asiatic-Pacific Campaign Medal mit acht battle stars

1. Marcus-Insel (31. Aug 1943)
2. Rabaul (11. Nov 1943)
3. Gilbert-Inseln (19. bis 20. Nov 1943)
4. West-Karolinen (6. Sep bis 14. Okt 1944)
5. Leyte (Okt bis Dez 1944)
6. Luzon (Jan 1945)
7. Okinawa (1.7 Mär bis 11. Jun 1945)
8. 3. US-Flotte (Admiral Halsey; 10. Jul bis 15. Aug 1945)

- World War II Victory Medal
- Navy Occupation Service Medal mit Asien-Spange
- Philippine Presidential Unit Citation
- Philippine Liberation Medal[9]

## Kommandierende Offiziere der USS Independence
| Dienstgrad | Name                    | Beginn der Berufung | Ende der Berufung  |
| ---------- | ----------------------- | ------------------- | ------------------ |
| Captain    | George R. Fairlamb, Jr. | 14. Januar 1943     | 27. September 1943 |
| Captain    | R. L. Johnson           | 27. September 1943  | 26. Juli 1944      |
| Captain    | E. C. Ewen              | 26. Juli 1944       | 6. März 1945       |
| Captain    | Nolan M. Kindell        | 6. März 1945        | August 1946        |

## Weiterführende Informationen